# Monroy
Monroy é um município da Espanha na comarca de Cáceres, província de Cáceres, comunidade autónoma da Estremadura. Tem 204,5 km² de área e em 2021 tinha 920 habitantes (densidade: 4,5 hab./km²). Faz parte da Mancomunidade de Tejo-Salor.

## Demografia
| Variação demográfica do município entre 1991 e 2004 | Variação demográfica do município entre 1991 e 2004 | Variação demográfica do município entre 1991 e 2004 | Variação demográfica do município entre 1991 e 2004 |
| --------------------------------------------------- | --------------------------------------------------- | --------------------------------------------------- | --------------------------------------------------- |
| 1991                                                | 1996                                                | 2001                                                | 2004                                                |
| 1345                                                | 1278                                                | 1176                                                | 994                                                 |